# Жировка (Львовская область)
Жировка (укр. Жирівка) — село в Солонковской сельской общине Львовского района Львовской области Украины.
Население по переписи 2001 года составляло 584 человека. Занимает площадь 1,64 км². Почтовый индекс — 81131. Телефонный код — 3230.